# Juan Pablo Ángel
Pour les articles homonymes, voir Angel.

Juan Pablo Ángel, né le 24 octobre 1975 à Medellín, est un footballeur international colombien qui évolue au poste d'attaquant entre 1993 et 2014.
Au cours de sa carrière, il évolue à l'Atlético Nacional, River Plate, à Aston Villa, aux Red Bulls de New York, au Galaxy de Los Angeles et à Chivas USA ainsi qu'en équipe de Colombie.
Angel marque neuf buts lors de ses trente-trois sélections avec l'équipe de Colombie entre 1995 et 2005. Il participe à la Copa América en 1999 avec la Colombie.

## Biographie

### Atlético Nacional
Juan Pablo débute avec l'Atlético Nacional en 1993. Il se fait un nom en marquant contre le grand rival, l'Independiente Medellín, permettant à son club de remporter la Primera A 1994.
Lors de son passage dans le club de sa ville natale, il est aussi finaliste de la Copa Libertadores 1995. Il dispute un total de 94 matchs pour 46 buts en Primera A.

### River Plate
Il signe à River Plate, club avec lequel il gagne l'Apertura 1997, 1999 et le Clausura 2000.
Pour River Plate, il va jouer un total de 132 matchs pour 62 buts, dont 25 matchs pour 16 buts en Copa Libertadores.

### Aston Villa
Il passe ensuite six années en Premier League avec Aston Villa, club pour lequel il inscrit 44 buts en 175 matches uniquement en championnat.

### Red Bulls de New York
Début 2007, il rejoint les Red Bulls de New York avec lesquels il dispute 102 matchs et inscrit 58 buts en Major League Soccer, gagnant même le championnat de la Conférence Est en 2008.

### Chivas USA
Début 2011, il rejoint Chivas USA.

### Colombie
Ángel compte 33 sélections et 9 buts en équipe de Colombie depuis ses débuts, en 1996. Sa dernière sélection remonte à 2006.

## Statistiques en championnat
| Année     | Équipe            | Championnat    | Matchs | Buts |
| --------- | ----------------- | -------------- | ------ | ---- |
| 1993-1996 | Atlético Nacional | Primera A      | 71     | 32   |
| 1997-1997 | Atlético Nacional | Primera A      | 23     | 14   |
| 1997-1998 | River Plate       | Division 1     | 12     | 2    |
| 1998-1999 | River Plate       | Division 1     | 27     | 11   |
| 1999-2000 | River Plate       | Division 1     | 34     | 19   |
| 2000-2001 | River Plate       | Division 1     | 18     | 13   |
| 2000-2001 | Aston Villa       | Premier League | 9      | 1    |
| 2001-2002 | Aston Villa       | Premier League | 29     | 12   |
| 2002-2003 | Aston Villa       | Premier League | 15     | 1    |
| 2003-2004 | Aston Villa       | Premier League | 33     | 16   |
| 2004-2005 | Aston Villa       | Premier League | 35     | 7    |
| 2005-2006 | Aston Villa       | Premier League | 31     | 3    |
| 2006-2007 | Aston Villa       | Premier League | 23     | 4    |
| 2007      | New York          | MLS            | 27     | 19   |
| 2008      | New York          | MLS            | 27     | 16   |
| 2009      | New York          | MLS            | 25     | 12   |
| 2010      | New York          | MLS            | 32     | 14   |
| 2011      | Chivas USA        | MLS            | 6      | 1    |

## Palmarès

### Avec l'Atlético Nacional
- Vainqueur du Championnat de Colombie en 1994
- Vainqueur de la Copa Interamericana en 1995
- Finaliste de la Copa Libertadores en 1995

### Avec River Plate
- Vainqueur du Championnat d'Argentine en 1997 (Tournoi d'ouverture), 1999 (Tournoi d'ouverture) et 2000 (Tournoi de clôture)

### Avec les Red Bulls de New York
- Vainqueur de la Conférence Ouest de MLS en 2008

### Distinction individuelle
- Meilleur buteur du Championnat d'Argentine en 2000 (Tournoi d'ouverture)